# ナセル湖
ナセル湖（ナセルこ、アラビア語: بحيرة ناصر Boħēret Nāṣer, アラビア語エジプト方言: [boˈħeːɾet ˈnɑːsˤeɾ]）とは、エジプト南部からスーダン北部にある、アスワン・ハイ・ダムによってつくられた人造湖。長さ550km、面積は5,250 km²。最大貯水量157km³。スーダン側では「ヌビア湖（アラビア語: بحيرة النوبة Boħēret Nubeyya, [boˈħeːɾet nʊˈbejjæ]）」と呼ばれる。

## 歴史
「ナセル湖」の名称は、アスワン・ハイ・ダムプロジェクトを支持したガマール・アブドゥル＝ナーセル大統領にちなんで名づけられた。
ナセル湖は、ナイル川を堰き止めるアスワン・ハイ・ダム建設工事（1958～1970年）の結果として生まれた湖であり、1960年代には水位の上昇に伴って大規模な移住プロジェクトが必要となった。水没した地域には18の歴史的な寺社･教会があった。
ヌビアおよび古代エジプトの考古学的に重要な場所は地区ごとに解体され、アブシンベルなどより標高の高い場所に移転した。河川港と鉄道ターミナルがあり、スーダンの主要都市となっているワジハルファは水没し、その側に新しく町が作られた。一方エジプトのナイル川上流側あったヌビア地域の集落も水没し、そこに住む数十万の人々は全て移転を余儀なくされた。
1990年代におけるナセル湖の水位上昇によってエジプト側に水害が起こったため、それを防止するため1998年から西のサハラ砂漠側にトシュカ湖（the Toshka Lakes）の建設を開始した。

## 交通
アスワンとワジハルファの間にフェリーが運航しており、ワジハルファから鉄道で首都のハルツームまで行くことができる。スーダン－エジプト間の陸路による国境横断を禁じられ、両国間をつなぐ舗装道路がなかった頃は、このフェリー航路は空路を除けば唯一の交通手段だった。現在両都市は、「カイロ－ケープタウンハイウェイ」で行き来することができる。

## 観光
観光客にはナイルパーチなどをターゲットとしたスポーツフィッシングの人気が高まっている。

## その他
エジプトとスーダンの国境付近のエジプト側のナセル湖の一部などは、ワジハルファ突出(Wadi Halfa Salient)と呼ばれる領有権の争いのある場所となっている。

## パノラマ

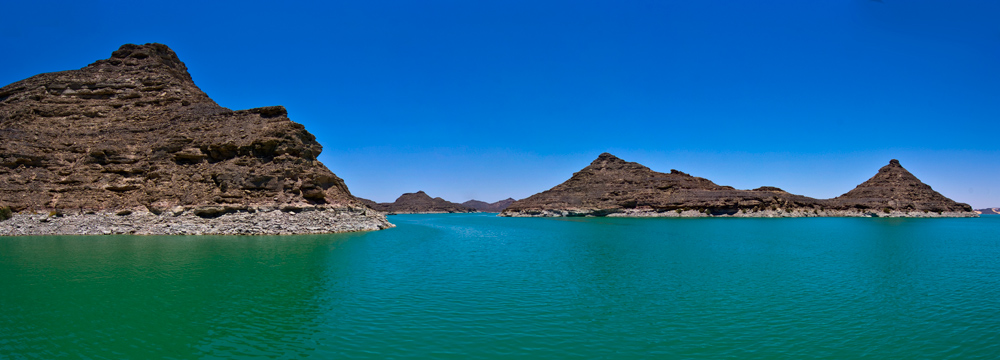
ナセル湖のパノラマ